# Mara Brawer

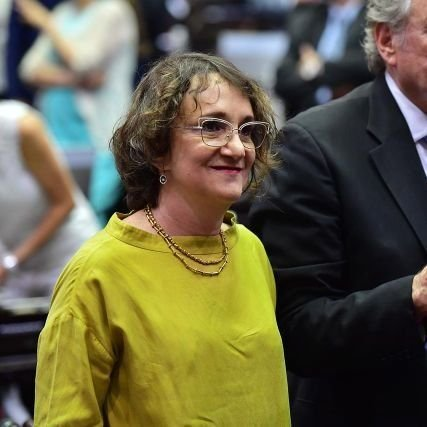
Mara Brawer durante la jura como Diputada Nacional electa por la Ciudad de Buenos Aires, diciembre de 2019.

Mara Brawer (Buenos Aires, 16 de mayo de 1962) es una política, psicóloga y educadora argentina. Fue Diputada Nacional por la Ciudad Autónoma de Buenos Aires desde el 19 de diciembre de 2019 hasta diciembre de 2023. Integraba el bloque del Frente de Todos. Fue elegida Diputada Nacional por la Ciudad de Buenos Aires para el período 2011-2015 por el Frente para la Victoria. También se desempeñó como Subsecretaria de Educación en el Gobierno de la Ciudad de Buenos Aires, entre el 2006 y el 2007, y Subsecretaria de Equidad y Calidad Educativa en el Ministerio de Educación de la Nación desde el 2009 y hasta el 2011.    

## Biografía
Mara Brawer nació en la Ciudad Autónoma de Buenos Aires el 16 de mayo de 1962. Estudió el Profesorado de Educación Primaria en la Escuela Superior Normal Nª4 y obtuvo su título en 1982. Estudió también la Licenciatura en Psicología en la Universidad de Buenos Aires, graduándose en 1988. Se especializó en Mediación y Métodos de Resolución de Conflictos en la Universidad de Belgrano.

## Actividad Pública
Mara Brawer se desempeñó como docente en la Escuela Primaria Común N° 1 María Silventi de Amato en el barrio de Nueva Pompeya de la Ciudad de Buenos Aires. Cargo que ocupó durante más de tres años. 
Fue miembro del equipo de trabajo que implementó la Ley 24.411, perteneciente al paquete de Leyes Reparatorias para las víctimas del terrorismo de Estado. Allí cumplió funciones en la Subsecretaría de Derechos Humanos de la Nación desde 1995 y hasta 1999. Posteriormente trabajó como asesora de Planta de Gabinete de la Secretaría de Educación del Gobierno de la Ciudad Autónoma de Buenos Aires.
Mara Brawer continuó su actividad en la administración pública como Coordinadora del Programa Nacional de Mediación Escolar del Ministerio de Educación de la Nación durante el gobierno del expresidente Néstor Kirchner. Cumplió funciones desde el 2003 y hasta el 2004, año en que asumió como directora general de Atención a la Víctima en la Subsecretaría de Derechos Humanos del Gobierno de la Ciudad Autónoma de Buenos Aires. En dicho cargo que desempeñó hasta el año 2006.
Desde el 2006 y hasta el 2007 asumió al frente de la Subsecretaría de Educación del Gobierno de la Ciudad Autónoma de Buenos Aires. Entre los años 2007 y 2009 fue Coordinadora del Observatorio Argentino de Violencia en las Escuelas y posteriormente Coordinadora del Programa para la Construcción de Ciudadanía en las Escuelas, ambas dependientes de Ministerio de Educación de la Nación. En el año 2009 asumió como Subsecretaria de Equidad y Calidad Educativa del mismo Ministerio Nacional.
En 2011 fue elegida por primera vez Diputada Nacional por la Ciudad Autónoma de Buenos Aires, por el Frente para la Victoria. Fue Vicepresidenta de la Comisión de Familia, Mujer, Niñez y Adolescencia desde 2014 y hasta finalizar su primer mandato en 2015. Es autora de la Ley 26.892: Ley para la Promoción de la Convivencia y el Abordaje de la Conflictividad Social en las Instituciones Educativas, sancionada el 11 de septiembre de 2013. Fue también Coordinadora del Capítulo Argentino del Grupo Parlamentario Internacional para la Población y el Desarrollo (GPI), durante el período 2013-2015. Es autora además de la Ley 27.059, que instituye el 28 de mayo como el Día Nacional del Docente de Nivel Inicial, en conmemoración de la pedagoga Rosario Vera Peñaloza.
Fue elegida Diputada Nacional por la Ciudad Autónoma de Buenos Aires para el período 2019-2023.

## Otros Cargos

### Partido Justicialista de la Ciudad de Buenos Aires
Desde el año 2014 se encuentra al frente de la Secretaría de la Mujer del Partido Justicialista de la Ciudad de Buenos Aires.

### Asociación de Psicólogas y Psicólogos de Buenos Aires
Es Vicepresidenta de la Asociación de Psicólogas y Psicólogos de Buenos Aires.

## Publicaciones
Es coautora del libro “Violencia. Cómo construir autoridad para una escuela inclusiva” de la Editorial Aique publicado en 2014.